# Perkiönsaari
Perkiönsaari är en ö i Finland. Den ligger i Kyro älv och i kommunen Vasa i den ekonomiska regionen  Vasa  och landskapet Österbotten, i den sydvästra delen av landet, 300 km norr om huvudstaden Helsingfors. Öns area är 1,2 hektar och dess största längd är 180 meter i nord-sydlig riktning.